# Le Conquérant des Indes

Le Conquérant des Indes (Clive of India) est un film américain réalisé par Richard Boleslawski, sorti en 1935.
Le film se déroule en Inde, au XVIIIe siècle. Robert Clive, las de travailler comme employé pour l'East India Company, décide de rejoindre les rangs de l'armée britannique. Il va y faire merveille.

## Synopsis
En 1748, les Britanniques, les Français, les Hollandais et les Portugais se disputent l'Inde.
En Angleterre, Robert Clive se bat en duel mais son adversaire s'approche, pointe son pistolet sur sa tête et exige qu'il retire son accusation de tricherie. Lorsque Clive refuse, l'autre homme le déclare fou et s'en va. Plus tard, frustré par l'ennui de son travail de commis, Clive se souvient avoir tiré deux fois avec un pistolet sur sa propre tête mais son ami tente de le raisonner. Cela l'amène à se demander s'il est destiné à quelque chose de plus grand. Envoyé en Inde en total disgrâce, toujours comme commis pour la Compagnie des Indes orientales à Fort St. George, il est vite fasciné par la portrait d'une belle femme dans le médaillon de son ami et collègue Edmund Maskelyne. Il découvre qu'il s'agit de la sœur d'Edmund et déclare qu'il veut l'épouser, alors qu'ils ne se sont jamais rencontrés. Plus tard, il lui écrit effrontément pour lui demander de venir en Inde.
Lorsque les Français attaquent le Fort, Clive décide de devenir soldat malgré le fait que l'armée est mal équipée et mal dirigée. Il persuade Edmond de s'engager lui aussi et lorsque les Britanniques sont assiégés à Trichinopoly, Clive se faufile sans ordre à travers les lignes ennemies pour affronter le gouverneur britannique Pigot et son conseil. Constatant qu'ils n'ont aucune idée de ce qu'il faut faire, il propose de lever le siège, même s'ils ne peuvent lever que 120 hommes, en attaquant Arcot, la capitale de l'Inde du Sud. Ils autorisent alors Clive à partir immédiatement avec sa petite troupe et en moins d'un an il conquiert toute la région.
Margaret, qui avait répondu favorablement à sa lettre, arrive alors mais elle est intimidée par son grand succès. Ses plans restent cependant inchangés et ils se marient. Ils retournent en Angleterre dans un magnifique manoir de Londres et grâce à sa renommée, il gagne un siège au Parlement mais finit par le perdre en même temps que tout son argent en offrant des articles luxes non désirés à sa femme. Continuant à dépenser toujours plus d'argent dans une future candidature aux élections, la Compagnie des Indes Orientales souhaite qu'il retourne en Inde avec le grade de colonel.
Une fois sur place, Clive exige la libération inconditionnelle de 146 prisonniers britanniques mais le roi de l'Inde du Nord, Suraj Ud Dowlah, les jette dans le trou noir de Calcutta et seule une poignée d'entre eux survivent à l'épreuve. Enragé, Clive conclut un traité secret avec l'oncle de Suraj, Mir Jaffar, bien qu'il ne soit pas habilité à le faire. Informé officieusement, l'amiral Watson de la Royal Navy refuse de signer le traité mais Clive imite sa signature. Avançant contre l'ennemi, Clive hésite à traverser une rivière, qui sera bientôt rendue impraticable par les pluies de mousson annuelles, sans un engagement ferme de Mir Jaffar. Le gouverneur et Edmund Maskelyne lui conseillent la prudence et il ordonne à contrecœur de battre en retraite.
Il reçoit alors une lettre de soutien de sa femme qui le fait changer d'avis et sa petite armée traverse la rivière. Après de nombreux succès initiaux, ses hommes sont sur le point d'être mis en déroute par les éléphants de guerre de Suraj à la bataille de Plassey. Au dernier moment, les renforts de Mir Jaffar s'engagent finalement dans le combat et assurent ainsi la victoire des Anglais. Clive rentre en Angleterre pour profiter de sa nouvelle gloire ainsi que de sa retraite dans une propriété de campagne avec sa femme. Cependant, on lui apprend de mauvaises nouvelles. L'Inde est en plein chaos, tous les hommes que Clive avait placés au pouvoir ont été remplacés par des hommes corrompus et Mir Jaffar a été déposé. On offre alors à Clive l'autorité absolue pour remettre les choses en ordre. Clive accepte, mais sa décision se fait au prix d'une rupture avec sa femme, qui refuse de l'accompagner.
Non seulement Clive rétablit la situation, mais il étend les territoires contrôlés par les Britanniques. Cependant, tous les hommes dont il s'est débarrassé se rendent en Angleterre et l'accusent d'avoir accepté des pots-de-vin. Clive se défend mais en vain. En cette période sombre, sa femme revient vers lui. Le Premier ministre lui apprend que le verdict n'est pas en sa faveur mais il sera très probablement autorisé à conserver sa richesse et son honneur. 
Enfin, Clive et sa femme rentrent chez eux à la campagne où ils recevront les éloges privés du roi George II.

## Fiche technique
- Titre : Le Conquérant des Indes
- Titre original : Clive of India
- Réalisation : Richard Boleslawski
- Scénario : W.P. Lipscomb et Rubeigh James Minney[1]
- Photographie : J. Peverell Marley
- Montage : Barbara McLean
- Musique : Alfred Newman
- Direction artistique : Richard Day
- Ensemblière : Julia Heron (non-créditée)
- Costumes : Omar Kiam
- Production : Joseph M. Schenck, William Goetz et Raymond Griffith
- Société de production : 20th Century Pictures
- Pays d'origine :  États-Unis
- Format : Noir et blanc - 35 mm - Son : mono (Western Electric Noiseless Recording)
- Genre : Aventure
- Durée : 95 minutes
- Date de sortie : 7 janvier 1935 (USA)

## Distribution
- Ronald Colman : Baron Robert Clive
- Loretta Young : Margaret Maskelyne Clive
- Colin Clive : le capitaine Johnstone
- Francis Lister : Edmund Maskelyne
- C. Aubrey Smith : le premier ministre
- Cesar Romero : Mir Jaffar
- Montagu Love : Pigot
- Ferdinand Munier : Watson
- Gilbert Emery : Sullivan
- Leo G. Carroll : Manning
- Etienne Girardot : Warburton
- Robert Greig : Pemberton
- Mischa Auer : Suraj Ud Dowlah
- Don Ameche : un prisonnier
- John Carradine : Clerk
- Doris Lloyd : Mme Nixon
- Lumsden Hare : le sergent Clark
- Ferdinand Gottschalk : un vieux membre du club
- Leonard Mudie : le général Burgoyne

Acteurs non crédités
- Lionel Belmore : un officier à la réception
- George Beranger : M. St. Aubin
- Emmett King : un marchand
- Mary MacLaren : une infirmière
- Wyndham Standing : le colonel Towsend